# Minco (Oklahoma)
Minco és una ciutat dels Estats Units a l'estat d'Oklahoma. Segons el cens del 2000 tenia 1.672 habitants.

## Demografia
Segons el cens del 2000, Minco tenia 1.672 habitants, 658 habitatges, i 467 famílies. La densitat de població era de 52,7 habitants per km².
Dels 658 habitatges en un 36,3% hi vivien nens de menys de 18 anys, en un 59,7% hi vivien parelles casades, en un 7,6% dones solteres, i en un 28,9% no eren unitats familiars. En el 27,1% dels habitatges hi vivien persones soles el 16,4% de les quals corresponia a persones de 65 anys o més que vivien soles. El nombre mitjà de persones vivint en cada habitatge era de 2,54 i el nombre mitjà de persones que vivien en cada família era de 3,07.
Per edats la població es repartia de la següent manera: un 29,1% tenia menys de 18 anys, un 7,8% entre 18 i 24, un 26,8% entre 25 i 44, un 20,7% de 45 a 60 i un 15,7% 65 anys o més.
L'edat mediana era de 36 anys. Per cada 100 dones de 18 o més anys hi havia 92,5 homes.
La renda mediana per habitatge era de 31.098 $ i la renda mediana per família de 40.223 $. Els homes tenien una renda mediana de 30.357 $ mentre que les dones 22.426 $. La renda per capita de la població era de 18.331 $. Entorn del 9,7% de les famílies i el 13,5% de la població estaven per davall del llindar de pobresa.

## Poblacions més properes
El següent diagrama mostra les poblacions més properes.